# Franz Theodor Aerni

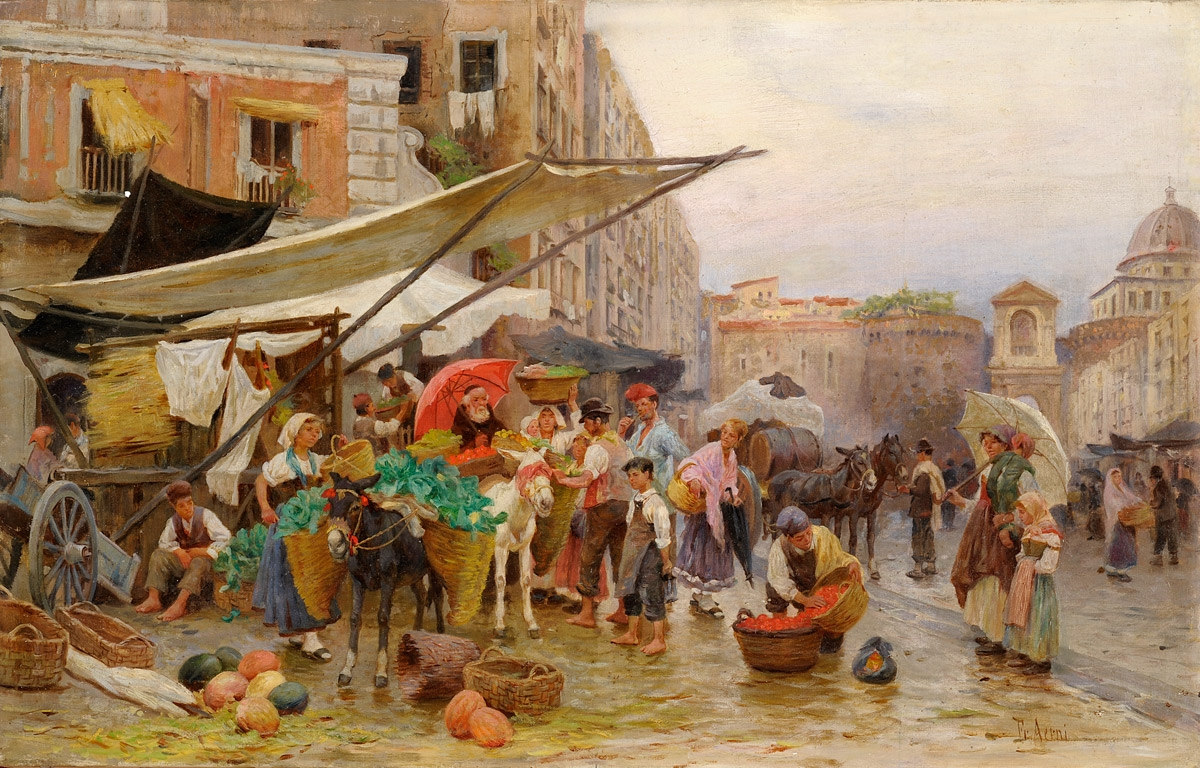
Franz Theodor Aerni: Markttag in Rom

Franz Theodor Aerni (* 19. Oktober 1853 in Aarburg; † 20. August 1918 ebenda) war ein Schweizer Maler.

## Biografie
Franz Theodor Aerni ging nach dem Tode seines Vaters 1857 mit seiner Mutter und drei Geschwistern nach Heiden AR, dann nach Winterthur.
Er absolvierte von 1870 bis 1871 ein Studium bei Johann Joseph Geisser (1824–1894) in Lausanne und ging im Jahr 1872 nach Italien, wo er in Modena von 1872 bis 1874 Schüler von Adeodato Malatesta (1806–1891) an der dortigen Kunstakademie wurde. Danach ging er nach Rom, schloss sich der deutschen Künstlerkolonie an, studierte ab 1874 bei Salomon Corrodi an der Accademia di San Luca und half dem Meister in seinem Atelier. 1878 und 1879 begleitete er dessen Sohn Hermann Corrodi auf einer Studienreise nach Ägypten und Zypern und brachte von dort zahlreiche Studien mit. Zurück in Rom, freundete er sich mit August Weckesser an und kam auch mit Frank Buchser und Karl Stauffer-Bern in Kontakt. Nach dem Ausbruch des Ersten Weltkriegs kehrte er in die Schweiz zurück.